# La noche de los trífidos
La noche de los trífidos (The Night of the Triffids) es una novela de ciencia ficción de Simon Clark publicada en 2001. Es una secuela de El día de los trífidos de John Wyndham, y Clark fue elogiado por su exitosa emulación del estilo de Wyndham. Es más fiel en la primera parte del libro, y en capítulos posteriores se sigue el estilo literario natural del autor. El libro está escrito en primera persona y narrado por David Masen, hijo del protagonista del primer libro.

## Argumento
La historia comienza 25 años después de que El día de los trífidos terminara. El piloto David Masen ha crecido en una comunidad en la Isla de Wight, a salvo de los trífidos que han dominado al mundo cuando la mayoría de los humanos fueron cegados por una supuesta lluvia de meteoritos 29 años antes. Cuando la novela empieza, una misteriosa oscuridad cae, el sol no sale, como si algo lo hubiera borrado. Masen toma la decisión de determinar si una gran nube está bloqueando el sol, pero pierde contacto con su comunidad y aterriza en una isla poblada por trífidos. Allí conoce a una joven huérfana, y los dos son rescatados por un barco estadounidense y llevados a Nueva York.
Manhattan, otra comunidad a salvo en una isla, parece una utopía, pero David la define como una dictadura, liderada por un antiguo enemigo de su padre. David y su amiga pronto son usados por el dictador y los rebeldes que se oponen a él, mientras los trífidos (que evolucionaron a formas más peligrosas) tratan de tomar ventaja de la oscuridad.

## Significado literario y críticas
Los comentarios acerca de La noche de los trífidos incluyen:
"Clark hace un buen pastiche del estilo de Wyndham, al menos."
"Wyndham da más notas de poesía y belleza triste de lo que Clark hace."
"En total, "La noche de los trífidos" es un fino trabajo de ficción que puede mantener feliz a cualquier fan de la ciencia ficción/horror."
"Falla, no obstante, en su objetivo principal, el de dar una buena secuela de uno de los clásicos británicos de la ciencia-ficción."